# Parroquia La Pastora (Caracas)
La Parroquia La Pastora es una de las 22 parroquias del Municipio Libertador del Distrito Capital de Venezuela y una de las 32 parroquias de Caracas.

## Toponimia
El nombre de La Pastora tienen una connotación religiosa que se deriva de la Devoción española  a la Divina Pastora de las Almas y que llegó a territorio venezolano con la colonización ibérica del país aproximadamente en 1716.

## Geografía
Está ubicada al noroeste del centro histórico de la ciudad en el Municipio Libertador. Limita al norte con el Parque nacional El Ávila; al sur con las parroquias Altagracia y 23 de enero; al este con la Parroquia Altagracia; y al oeste limita con la Parroquia Sucre.

## Historia
Ya en 1603 el antiguo camino de los Españoles que empezaba en Maiquetía terminaba en La Pastora. En 1781 se culmina el Puente Carlos III. En 1878 se inaugura en la Parroquia el primer orfanato de Venezuela.

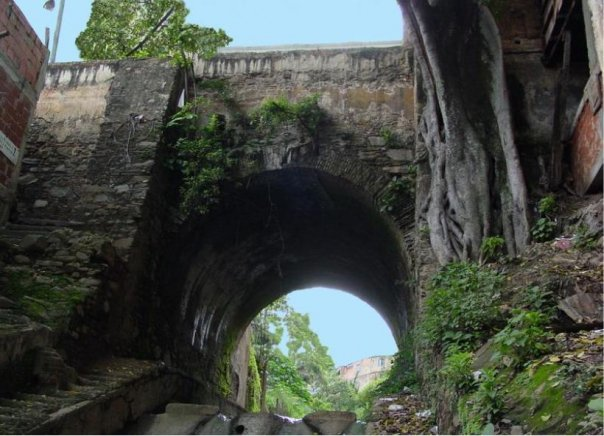
Puente Carlos III

La parroquia fue formalmente creada en 1889 por orden del presidente de la República Juan Pablo Rojas Paúl, segregándose de la Parroquia Altagracia cuando se terminó el templo católico local, aunque ya existía desde el siglo XVI casonas en el lugar, en 1943 se inaugura la Urbanización Obrera Municipal Lídice, en honor a un pueblo de la República Checa llamado Lídice que fue invadido por los nazis en 1942 dejando como resultado el asesinato de la población. En 1963 es inaugurado el Museo Arturo Michelena en la casa donde el pintor residiera junto a su esposa y utilizara como estudio, en 1977 el museo fue declarado Monumento Histórico Nacional. 
Según el INE tenía una población de 89.806 habitantes para 2007 y se estima que para 2015 tendrá una población de 90.126 habitantes.

## Historia contemporánea
"Esta Parroquia aún preserva en buena parte de su territorio el ícono de la Caracas de techos rojos: casas coloniales con patio central y corredores. Aunque afectada por la llegada del petróleo, le tocó crecer, también, como barriada en la segunda mitad del siglo XX. Entrada a Caracas y delta donde se bifurcan los ríos Catuche y Tajamar. Nace en las faldas de El Ávila hoy Waraira Repano, por donde baja Pacheco para abrigar a la ciudad con su memoria. Por Puerta de Caracas entraba el comercio a la ciudad. En la época de Independencia, José Félix Ribas fue degollado y su cabeza expuesta como escarmiento.
En Amadores se cegó la vida de José Gregorio Hernández. Las misas de aguinaldos convocan a parroquianos a la plaza a patinar y compartir. En Semana Santa el Cristo es trasladado a la calle. El velorio de Cruz de Mayo se hace sentir y San Juan en junio baila culo ’e puya.
Jacinto Convit legó su genio al dar con la cura de la lepra. En el "Camino de los indios" , conocido como "Camino de los españoles" la Sra. Sabina curó por años el mal de ojo, con hierbas velas y oraciones y hoy la farmacia La Pastora ofrece tratamiento eficaz contra el asma. Figuras como  la Señora Petra Pérez, en el callejón San José del Polvorín, la señora Marina en Mecedores, la flaca Arminda y Javier Sánchez en el barrio Las torres, rezan novenarios a los difuntos, colocan el agua bendita a los recién nacidos y dan oraciones de aliento a las comunidades.                  
Los deportes tienen el puño de “Morocho” Hernández, la escuela de fútbol de la Universidad Católica Santa Rosa la Escuela de Baloncesto para niños Mecedores dirigida por Richard Palacios y Luis López así como el baloncesto nutrido de las barriadas en las canchas Tajamar, Diego de Losada e Hijos de Dios. El club de trotadores conformado por Eimer Sánchez, Gustavo Ledezma y Juan Carlos Izquierdo deja en alto la presencia de los pastoreños en los maratones de Caracas.
En los años 70 y 80 se resistió a su desaparición cuando quisieron demolerla e imponer un desarrollo urbanístico. El Comité de Lucha contra los Desalojos y la Junta Pro Defensa organizaron a las comunidades para la defensa del patrimonio. La consigna “Si no hay vivienda, no hay Cota Mil” hizo desistir al gobierno de turno. Desde los liceos Lino Gallardo y Agustín Aveledo se luchó por la defensa del pasaje estudiantil: pequeños héroes de educación media hicieron sentir su voz.
En la comunidad del Barrio Las Torres, en Los Mecedores, se celebra desde el año 1983 el Velorio de Cruz el segundo fin de semana del mes de mayo y La Parranda del Niño Jesús todos los 23 de diciembre, como promesa por agradecimiento a las victorias de La Parroquia en las luchas contra los desalojos y la modernización de La Parroquia que atentaba con destruir la zona colonial y desalojar de sus casas a los habitantes de La Parroquia. En esas mismas calles fue fundado el 10 de octubre de 2017 la Agrupación musical de niños "Los parranderitos del Waraira" como contribución para preservar la celebración de la Navidad.
Cuna de músicos, escritores y artistas plásticos. El conservatorio Nuestra Señora de Guadalupe y, en Urapal, el Museo Arturo Michelena son espacios de formación y de actividades culturales. En Natividad la Casa Patrimonial muestra el trabajo de pintores como Sabina Flores. El cine Plaza abrió sus puertas entre 1941 y 1979. La iglesia San Judas Tadeo también albergó una sala de cine. Los cineclubes Manicomio y Waraira Repano proyectaron filmes en los sectores deprimidos. En Carnaval caravanas disfrutan en la plaza de la Dimensión Latina, Tabaco y Cheo Valenzuela. Citas obligadas: Club de los Carteros, Casa Sindical, bar Las Flores, bar El Polvorín, entre otros.

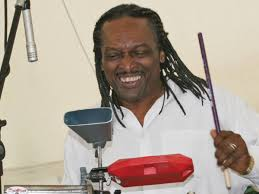

Orlando José Castillo “WATUSSI”, emblemático sonero nacional que vive entre Milán (Italia) y Venezuela, es un cantante, arreglista y compositor que tiene más de cuatro décadas de trabajo en el mundo de la salsa y el Jazz. Se trasladó desde niño junto a su familia a la parroquia y es uno de los músicos de mayor proyección internacional de la Parroquia.

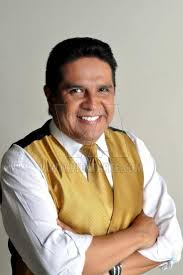

José “Cheo” Valenzuela  oriundo de Cantaura, estado Anzoátegui. A los siete años se mudó con su familia a Caracas, radicándose en el sector de Los Mecedores de La Pastora. Estudió primaria en la escuela parroquial La Pastora y secundaria en el liceo Lino Gallardo. Asistió a clases de teoría y solfeo en la escuela de música de la Asociación Musical del Distrito Federal. A los 14 años inició su carrera como intérprete de música afrocaribeña con el rumbero menor orquesta de adolescentes fundada en el barrio las torres. luego participó en  la Orquesta Los Pacheco, La Sonora Antillana, La Crítica en Nueva Dimensión, La Salsa Mayor, La Dimensión Latina, Oscar D’León y su Orquesta, Venezuela All Stars, El Klan de la Salsa, La Dimensión de Siempre, Orquesta Fiebre Latina, Orquesta La Constelación, Orquesta Magia Caribeña, Venezuela master, el legado de la salsa en Venezolana. 
Héctor Seijas retrata en El Spleen de Caracas pasajes históricos, personajes punibles y brinda una lectura no oficial. Kathe Castrillo le da el primer Stefania Mosca, el poeta José Javier Sánchez le da su primera Bienal de Literatura Ramón Palomares con su libro "De Ser lenguaje para no ser olvido" (2024) y la dibuja desde la poética en sus libros "Fragmentos para una memoria" (2007) y Código Postal 1010 (2010) y el grupo Letras Urbanas impulsa propuestas editoriales. 

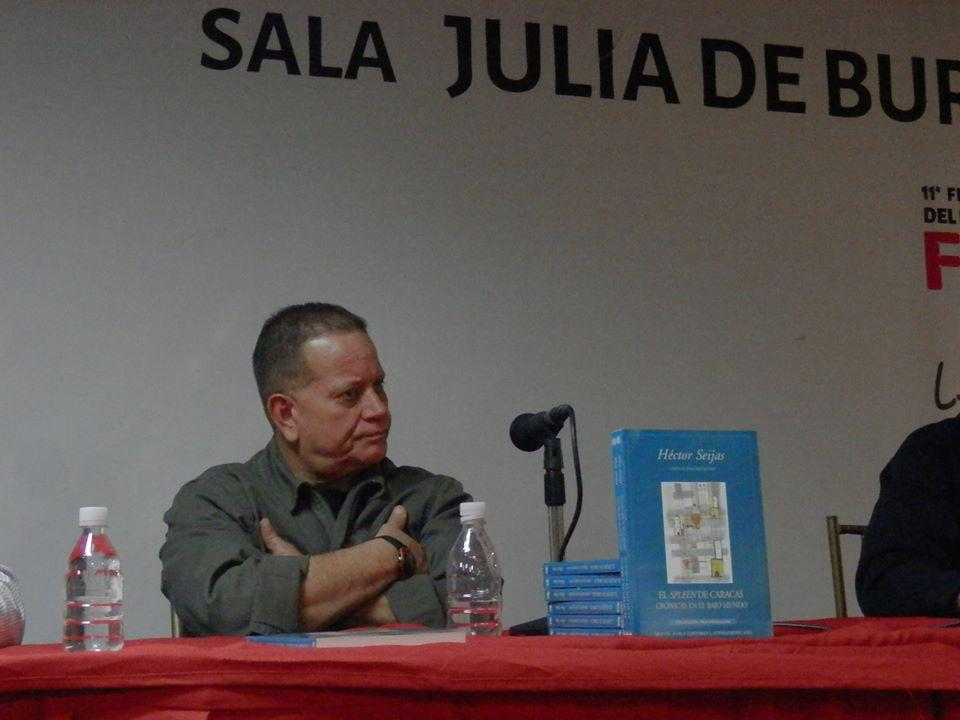
Hector Seijas - El Spleen de Caracas

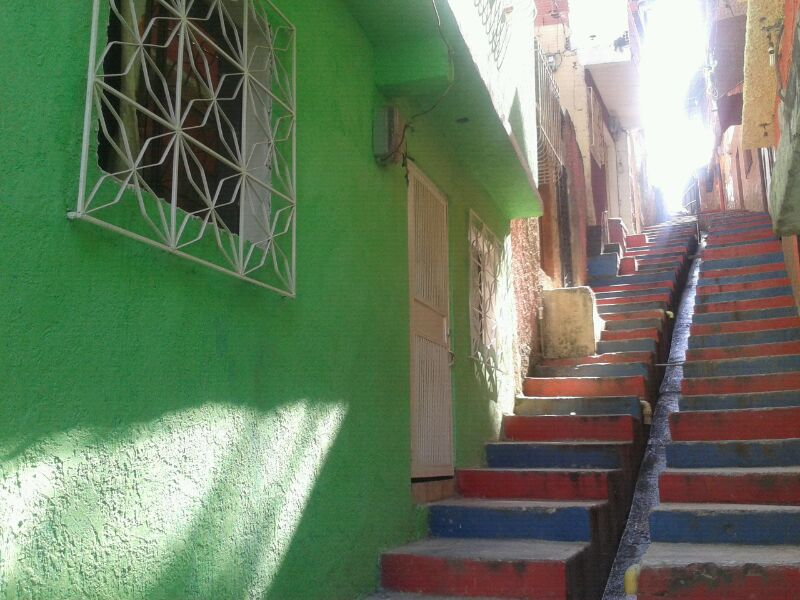

En Sabana del Blanco funciona Radio Norte y en Manicomio La Casa Cultural Simón Rodríguez. Catia-Tv, transmitió, en sus inicios, desde el Hospital de Lídice. Un galpón fue transformado en Casa de Cultura Robert Serra, espacio para el debate y la promoción cultural.
Resistir el paso del tiempo con dignidad y sentido histórico, asumir los cambios sin perder la identidad han sido parte de la crónica que La Pastora reescribe desde el Mercado, el puente Carlos III, el puente El Guanábano, Torrero, El Fortín, La Toma y la quebrada de Catuche, dignos de una cuartilla. Su historia de lucha, resistencia y su espíritu inagotable la hacen irreductible, y brindan a la ciudad de Caracas, la eterna posibilidad de reinventarse."[2]